# Voleibol nos Jogos Mundiais Militares de 2011
As competições de voleibol nos Jogos Mundiais Militares de 2011 foram disputadas entre 17 e 23 de julho no Rio de Janeiro, no Brasil. Os jogos ocorreram no Ginásio do Maracanãzinho e no Colégio Militar do Rio de Janeiro.

## Calendário
| Julho    | 15 | 16 | 17 | 18 | 19 | 20 | 21 | 22 | 23 | 24 |
| -------- | -- | -- | -- | -- | -- | -- | -- | -- | -- | -- |
| Voleibol |    |    |    |    |    |    |    |    | •  |    |

|  | Dia de competição |  | Dia de final |

## Eventos
Ao todo, os eventos de voleibol distribuirão seis medalhas, três por evento:
- Masculino (12 equipes)
- Feminino (6 equipes)

## Medalhistas
| Evento             | Ouro | Prata | Bronze |
| Masculino detalhes | Brasil · Raphael (Vinhedo) · Lucas Provenzano · Douglas Cordeiro · Paulo da Silva · Thiago Sens · Thiago Gelinski · Giovanni Baliana · Renato dos Santos · Vinícius Siqueira · Paulo Ferreira · Alexander Marczewski · Anderson Rodrigues | China · Chun Li · Tingwei Liu · Weijun Zhong · Yichen Zhao · Jingtao Xu · Yiven Wu · Xiaojiang Wu · Fan Yang · Xiaowei Wang · Peng Guo · Yancong Wang       | Coreia do Sul Dong Jin Kang Ho Chul Bae Jin Man Kim Yo Han Shin Hyuk Mo Kwon Hyun Yong Ha Na Woon Kim Tae Yong An Eu Ddem Shin Mun Sup Song Sung Geun Hwang Min Woong Kang                                                            |
| Feminino detalhes  | Brasil · Fernanda Garay · Regiane Bidias · Juciely Barreto · Natasha Farinéa · Valeska Menezes · Veridiana Fonseca · Dayse Figueiredo · Fernanda Berti · Ana Cristina Porto · Camilla Adão · Monique Pavão · Michelle Pavão               | China · Congcong Liu · Linfen Zhu · Yanhan Liu · Nan Wang · Shen Jing Si · Linlin Fan · Yao Chen · Zuo Ting · Yun Bai · Xiaoqing Sun · Wuang Yan · Lin Wang | Alemanha · Kristin Kaspersky · Tina Bents · Janine Hinderlich · Stephanie Müller · Kristin Kowollik · Mona Akuamoa-Boateng · Eileen Heidepriem · Birgit Thumm · Claudia Friebe · Daniela Dieckmann · Frederike Fischer · Sina Kostorz |

## Quadro de Medalhas
| Ordem | País          | Medalha de ouro | Medalha de prata | Medalha de bronze | Total |
| ----- | ------------- | --------------- | ---------------- | ----------------- | ----- |
| 1     | Brasil        | 2               |                  |                   | 2     |
| 2     | China         |                 | 2                |                   | 2     |
| 3     | Alemanha      |                 |                  | 1                 | 1     |
| 3     | Coreia do Sul |                 |                  | 1                 | 1     |